# Mamphela Ramphele
Mamphela Aletta Ramphele (Transvaal, 28 december 1947) is een Zuid-Afrikaanse voormalige anti-apartheidsactiviste, arts, academica, succesvol zakenvrouw en politica. Ramphele was bevriend met Steve Biko, die de vader was van twee van haar kinderen
Zij is een voormalige directeur bij de Wereldbank en een voormalige vicekanselier (vgl. rector-magnificus) van de Universiteit van Kaapstad. In februari 2013 kondigde zij de vorming van een nieuwe politieke partij aan Agang genaamd (Sotho for "Bouw"), met de bedoeling het Afrikaans Nationaal Congres (ANC) te beconcurreren.

## Jonge jaren
Ramphele werd in het dorp Kranspoort geboren bij Pietersburg (nu Polokwane), in wat nu de provincie Limpopo genoemd wordt (destijds de noordelijke Transvaal). Haar moeder Rangoato Rahab en haar vader Pitsi Eliphaz Ramphele waren onderwijzers. In 1944 werd haar vader de bovenmeester van de Stephanus Hofmeyer School.

## Politieke bewustwording
In 1955 werd Ramphele getuige van een geschil tussen een racistische dominee en de bevolking van Kranspoort; dit was een gebeurtenis die bijdroeg tot haar politieke bewustwording. Het geschil handelde over de vraag of de moeder van een dorpeling begraven mocht worden op de begraafplaats van de plaatselijke zending. De dominee weigerde dat omdat hij de vrouw als heidens beschouwde omdat zij zich nooit tot het christendom bekeerd had. De opstandige dorpelingen namen het kerkhof over en begroeven de vrouw daar. De woedende dominee haalde de politie erbij en verbande alle dorpelingen die bij de zaak betrokken waren of ermee sympathiseerden. Twee derde van de dorpelingen werd verdreven en verloor have en goed in een poging te ontkomen aan het geweld van de politie. Dit was Rampheles eerste kennismaking met opstandig optreden van de zwarte bevolking tegen het apartheidbewind.
Later werd haar zuster Mashadi van school gestuurd omdat zij gedemonstreerd had tegen de feestelijkheden ter gelegenheid van het uitroepen van de republiek in 1961. Ramphele herinnert zich ook gesprekken van haar ouders over de aanhouding van haar oom onder de wetgeving die 90 dagen detentie zonder aanklacht mogelijk maakte.

## Opleiding
Ramphele bezocht de G. H. Frantz Secondaire School, maar in januari 1962 vertrok ze naar de Bethesda Normaalschool, een kostschool die onderdeel uitmaakte van het Bethesda teachers training college. In 1964 ging ze naar de Setotolwane High School voor haar eindexamen. Ze was daar een van slechts twee meisjes in haar klas. Ze ging in 1967 vervolgens studeren aan de Universiteit van het Noorden in voorbereiding op een geneeskundestudie. In 1968 werd ze aangenomen bij de Medische School van de Universiteit van Natal, nu de Nelson Rolihlahla Mandela Medical School en destijds de enige instelling die zwarte studenten toestond zich in te schrijven zonder voorafgaande toestemming van de overheid. Haar beperkte financiën dwongen haar geld te lenen om de reis naar Natal te betalen.
Ramphele won de 1968 studiebeurs van de South African Jewish Women’s Association en de Sir Ernest Oppenheimer studiebeurs met een jaarlijkse waarde van ongeveer R150 en behield deze beurzen voor de rest van haar studie.

## Activisme
Aan de universiteit raakte ze steeds meer betrokken bij de studentenpolitiek en het anti-apartheidsactivisme. Ze was een van de grondleggers van de Zwarte bewustzijnsbeweging (BCM), samen met Steve Biko. Als lid van de BCM was ze vooral betrokken bij het organiseren van ontwikkelingsprogramma's voor de gemeenschap. Zij en Biko hadden een lange gepassioneerde verhouding. Hoewel Biko indertijd getrouwd was kregen ze twee kinderen. De oudste, een meisje Lerato Biko (1974), stierf twee maanden oud aan longontsteking. Hun zoon Hlumelo Biko, werd in 1978, na Biko's dood geboren.
Ondanks haar toenemend activisme slaagde ze erin af te studeren als arts in 1972. Ze werd coassistent in Durban bij het King Edward VIII Hospital en werd later overgeplaatst naar het Livingstone Hospital in Port Elizabeth.
In 1974 werd Ramphele aangeklaagd onder de Suppression of Communism Act voor het bezit van verboden literatuur. In 1975, stichtte ze het Zanempilo Community Health Centre in Zinyoka, een dorp buiten Koning Willemstad. Het was een van de eerste initiatieven in de primaire zorg buiten de publieke sector in het land. Ze was in deze tijd ook de beheerder van de tak van de Oost-Kaap van het Black Community Health Programme. Ze reisde uitgebreid door de Oost-Kaap om mensen te organiseren in gemeenschapsprojecten. Toen Biko gebannen werd nam ze ook de verantwoordelijkheid voor de Black Community Programmes (BCP) in de Oost-Kaap. Ze werkte ook met de South African Students Association (SASO), een afsplitsing van de National Union of South African Students (NUSAS) die op Engelstalige blanke universiteiten opereerde. SASO was in 1969 onder leiding van Steve Biko gevormd.
In augustus 1976 werd Ramphele aangehouden onder sectie 10 van de Wet op het Terrorisme, een van de eerste mensen aangehouden onder deze nieuwe wet.
Vanwege haar politieke activiteiten werd zij binnenslands verbannen naar de stad Tzaneen (in Limpopo) van 1977 tot 1984.
Hier was ze alleen in een voor haar vreemd omgeving en ze riep daarom hulp in van de kerk. Een zekere vader Mooney zorgde ervoor dat ze met twee Afrikaanse nonnen kon leven in een plaats die Tickeyline heette, een dorp van arme mensen. Later ging ze in Lenyenye Township in Tzaneen wonen waar ze onder voortdurend politietoezicht stond. Ze bleef werken met de arme plattelandsbevolking en vormde het Isutheng Community Health Programme met geld van de BCP. Hier trachtte zij vrouwen meer macht over hun eigen leven te verschaffen, onder andere door ze te leren moestuinen aan te leggen
Ze raakte bevriend met Vader Duane, die arrestatie riskeerde door haar op reis mee te nemen om zo te ontsnappen aan de verveling waar mensen aan blootstaan die gebannen zijn. Helen Suzman, het parlementslid van de Progressieve Partij kwam bij haar op bezoek en hielp haar aan een paspoort te komen om naar het buitenland te kunnen reizen. Vader Timothy Stanton, een Anglicaanse priester bezocht haar ook om met haar de Eucharistie te vieren.

## Loopbaan
In 1983, studeerde zij af met een graad in Handel waarvoor zij zich in 1975 had ingeschreven bij UNISA. Ze behaalde ook een Postgraduate Diploma in Tropische Hygiëne een Diploma in Public Health bij de Universiteit van Witwatersrand. Hiervoor moest zij speciale toestemming vragen om naar Johannesburg te reizen waar zij zich moest vervoegen bij het politiebureau van John Vorster Square bij vertrek en aankomst.
Ramphele verliet Lenyenye in 1984 om naar Port Elizabeth te gaan, waar ze een baan was aangeboden bij Livingstone Hospital. Ze bleef daar echter niet en aanvaardde een aanstelling bij de Universiteit van Kaapstad (UCT) die Francis Wilson, een professor in de Economie voor haar geregeld had. Ze werkte daar samen met hem bij de South African Development Research Unit (SALDRU) als een research fellow.
Tijdens haar studie ontving Ramphele een doctoraat in de sociale antropologie van de Universiteit van Kaapstad. Zij is ook de auteur van een aantal boeken. In 1991 werd ze benoemd tot een van de Deputy Vice-Chancellors van de universiteit, de eerste zwarte vrouw die een dergelijke positie bekleedde. Onderdeel van haar taak was de gelijkberechtiging te bevorderen en daarmee de cultuur van de instelling te veranderen. In 1994 was Ramphele een visiting scholar bij de Kennedy School of Government in de Verenigde Staten.
In 2000 werd Ramphele een van de vier managing directors van de Wereldbank. Ze werd belast met de supervisie van de strategische positie en het opereren van het World Bank Institute. Ook hield zij het vicepresidentschap van External Affairs. Ze is de eerste Zuid-Afrikaan die deze positie bekleed heeft.

## Terug in de politiek
In februari 2013 kondigde zij aan een nieuwe partij te willen stichten, Agang geheten. Dit uit onvrede over de corruptie en de zakkenvullerij van de ANC-regering onder Jacob Zuma. Ook liet zij zich kritisch uit over een belangrijke stuk ANC-beleid dat Black Economic Empowerment (BEE) genoemd wordt. Het is vooral dit beleid dat tot grote verrijking van een klein aantal met het ANC verbonden zwarte Zuid-Afrikanen geleid heeft, terwijl de grote massa van de arme bevolking nauwelijks vooruitgang te bespeuren kreeg. Zelf is Ramphele echter een succesvol zakenvrouw die ooit uit ditzelfde beleid haar startkapitaal verkreeg.

## Publicaties
- Uprooting Poverty: The South African Challenge, 1989, Co-auteur. Dit boek handelt over onderzoek verricht door het tweede Carnegie onderzoek naar armoede en ontwikkeling in Zuid-Afrika en heeft in 1990 de Noma Award ontvangen, een jaarlijkse prijs uitgereikt aan Zuid-Afrikaanse schrijvers en geleerden wier werk in Zuid-Afrika gepubliceerd is.
- Bounds of Possibility: The Legacy of Steve Biko, 1991, Co-editor.
- Restoring the Land, 1992, Editor Deze publicatie gaat over de milieuvragen waar het Zuid-Afrika van na de apartheid door geconfronteerd wordt.
- A Bed called Home, 1993, Auteur. Dit boek was gebaseerd op het proefschrift van Ramphele's PhD in de Sociale Anthropologie, The Politics of Space, en gaat over het leven in de migrantenverblijven in Kaapstad
- Mamphela Ramphele - A Life, 1995, Auteur.
- Across Boundaries: The Journey of a South African Woman Leader, 1996, Auteur.
- Laying Ghosts to Rest: Dilemmas of the transformation in South Africa, 2008, Auteur.

- Bibliothèque nationale de France: cb135230268 (data)
- Gemeinsame Normdatei: 120660288
- International Standard Name Identifier: 0000 0001 1472 5916
- Library of Congress Control Number: nr88003209
- Nationale Bibliotheek van Israël: 987007288457205171
- Nederlandse Thesaurus van Auteursnamen: 074496867
- LIBRIS: 318248
- Système universitaire de documentation: 050287540
- Virtual International Authority File: 51848589
- WorldCat: E39PBJvcXVtFcYPhhJcDkHdG73